# 사민월령
사민월령은 중국의 책이다. 작자는 동한 때 정치가인 최식이다. 원래 한 권으로 되어있고 1년을 12개월의 순서에 따라 사민공상의 활동을 열거한 책이다.